# Matthew Zions
Matthew Zions (Gosford, NSW, 27 december 1978) is een professioneel golfer uit Australië. 

## Golfcarrière
Zions werd in 2003 professional. In 2006 haalde hij op de Tourschool een spelerskaart voor de Europese PGA Tour van 2007, maar de resultaten vielen niet mee en vanaf 2008 speelde hij op de Europese Challenge Tour, onder andere in de Dutch Futures op Houtrak. Door een 15de plaats op de Challenge Tour van 2010 promoveerde hij naar de Europese PGA Tour van 2011, waar hij als rookie in juni het Saint-Omer Open won.
Zijn beste ronde was tijdens het Andalucia Open op Aloha, waar hij een ronde van 65 maakte met acht birdies.  

## Gewonnen
- 2011: Saint-Omer Open